# Bill Roycroft
James William George „Bill” Roycroft (ur. 17 marca 1915 we Flowerdale, zm. 29 maja 2011 w Camperdown) – australijski jeździec sportowy, trzykrotny medalista olimpijski.
Brał udział w pięciu igrzyskach (IO 60, IO 64, IO 68, IO 72, IO 76), na trzech zdobywając medale. Największy sukces w karierze odniósł w debiucie, zwyciężając w konkursie drużynowym. Partnerowali mu Lawrence Morgan i Neale Lavis. Kolejne, brązowe medale wywalczył w tej konkurencji w 1968 i 1976.
W igrzyskach brali także udział jego synowie Barry, James oraz Wayne, który znajdował się wspólnie z ojcem w składzie drużyny na IO 68 i IO 76. W 2000 był jedną z osób wnoszących flagę olimpijską na stadion w czasie ceremonii otwarcia igrzysk w Sydney. Partnerowali mu Liane Tooth, Murray Rose, Gillian Rolton, Marjorie Jackson, Lorraine Crapp, Michael Wenden i Nick Green. Z kolei w 1968 był chorążym australijskiej ekipy.